# Marie Heineken

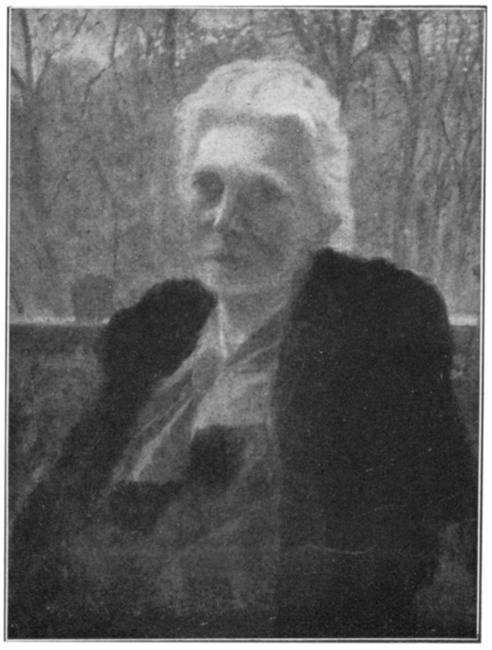
Selbstporträt Marie Heineken, vor 1930

Marie Heineken (* 8. Juni 1844 in Amsterdam; † 1. März 1930 ebenda) war eine niederländische Malerin.

## Leben und Werk

Blick über den Oosterpark in Amsterdam im Winter

Marie Heineken wurde am 8. Juni 1844 in Amsterdam geboren. Sie war die Tochter des Kaufmanns Wijnand Heineken, dem Onkel des Bierbrauers Gerard Adriaan Heineken, dem Gründer der Heinekenbrauerei. Ausgebildet wurde sie an der Rijksakademie van beeldende kunsten in Amsterdam. Ihre Lehrer waren August Allebé und Petrus Franciscus Greive. Sie war Mitglied der Kunstenaarsvereniging Sint Lucas und Arti et Amicitiae. Sie hat an den Ausstellungen der Vereinigungen teilgenommen.
Nach ihr wurde in Amsterdam der Marie Heinekenplein benannt. Er liegt hinter der Heinekenbrauerei. Der Platz hätte aus baurechtlichen Gründen nicht nach der Brauerei benannt werden dürfen, da er jedoch im sogenannten Malerviertel liegt, wurde er ihr gewidmet.
Ihr Werk besteht aus Blumenstillleben, Stillleben, Stadtansichten, Landschaften und einigen Porträts. Sie arbeitete impressionistisch.
Marie Heineken starb am 1. März 1930 in Amsterdam.